# Monastère de Palpung
Le monastère de Palpung (tibétain : དཔལ་སྤུངས, Wylie : dpal spungs ; chinois : 八邦寺 ; pinyin : bābāng sì) est un temple bouddhiste situé dans la province du Sichuan, dans ce que les Tibétains appellent le Kham, dans le village de Babang (八邦村), à proximité du centre-ville de xian de Dêgê. C'est le siège de Taï Sitou Rinpoché et de Jamgon Kongtrul.

## Historique

### Palpung en Chine

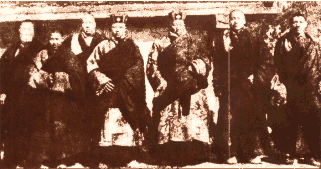
16e Karmpa et 11e tai situpa en 1937

Le monastère actuel a été fondé en 1727,.
Le temple est historiquement associé au Karmapas : par exemple, le 16e Karmapa, Rangjung Rigpe Dorje, a été intronisé initialement à Palpung avant son déplacement à son siège principal de Tsourphou au Tibet central.

### Palpung en Inde

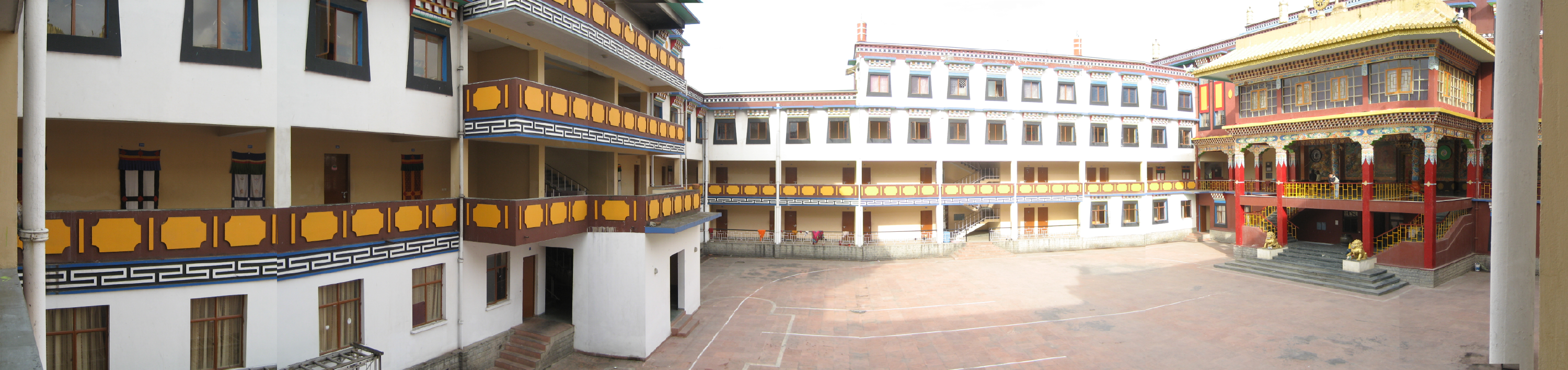
Palpung Sherabling, en Inde

En 1977, le 12e Taï sitou rinpoché, Péma Tönyö Nyinjé, fonda le centre d'enseignement Palpung Sherabling à Bir, dans le nord de l'Inde. En mars 2015, le centre fut consacré par le 14e dalaï-lama, Tenzin Gyatso.